# Maria Adlercreutz
Anne-Marie (Maria) Adlercreutz, född Kumlien 15 juli 1936 i Danderyds församling, död 5 april 2014 på Djurgården i Stockholm, var en svensk bildkonstnär, textilkonstnär och politisk debattör. Hon var framförallt verksam som bildväverska och textilkonstnär, men arbetade även i akvarell.  
Hon var en av de mest inflytelserika förnyarna av svenskt textilhantverk under efterkrigstiden. Bland annat placerade hon genom sitt (politiska) engagemang det textila hantverket i skärningspunkten för samtidens konstnärliga och politiska debatter.

## Biografi

### Tidiga år
Maria Adlercreutz föddes 1936 i en konstnärlig familj, som dotter till Akke Kumlien och Anna-Lena, född Lilliehöök, samt syster till Bertil Kumlien. Akke Kumlien var främst känd för sin bokkonst på Norstedts förlag och för sin undervisning i materiallära och måleriteknik på Konstakademien i Stockholm. År 1946 fick fadern tjänst som intendent för Thielska galleriet och familjen flyttade in i galleriets tjänstebostad där de bodde tills han dog tre år senare. Maria Adlercreutz och hennes mor flyttade då till ett närliggande hus på Blockhusudden.
Den konstnärliga miljön som Maria Adlercreutz växte upp i påverkade henne och redan som barn var hon klar över sitt kommande yrkesval. Direkt efter studentexamen 1956 började hon sina studier vid Konstfackskolan i Stockholm där hon gick i textilfacket, med Edna Martin som huvudlärare. Utbildningen präglades av att textilen skulle lyftas som en självständig konstnärlig uttrycksform. Den svensk-norska konstnären Hannah Ryggens verk var en tidig inspirationskälla.
Maria Adlercreutz etablerade sig professionellt under 1960-talets första hälft. Hon arbetade främst med kyrklig textil och inredningar. En altartavla med ett kors som sakta stiger fram i varma röda höstfärger är utformad för S:t Görans kapell i Kjesäter utanför Vingåker. Kyrkliga textilier i klara färger formgavs även för S:t Sigfrids kyrka i Lidköping och Värmdö kyrka utanför Stockholm.

### 1960- och 1970-talet, politiskt uppvaknande
Ett politiskt uppvaknande kring mitten av 1960-talet innebar en ny inriktning i Maria Adlercreutz konst. Maken Magnus Adlercreutz arbetade med en utställning om Spanien för Stockholms stadsmuseum. En gemensam studieresa i det fascistiskt styrda landet år 1966 blev en ögonöppnare. Maria Adlercreutz började arbeta in detaljer ur vardagslivet och en medvetenhet om samhälleliga frågor i sina vävda bilder. Vävarna Öde land, 1967–1968, och Skråpuken, 1968, med upplösta, abstrakta former och dova färgtoner kan tolkas som en kritik av västvärldens exploatering av de tidigare kolonierna. Figurativa element med trafikskylten ”Herr Gårman” och silhuetten av en anonym soldat kombineras i väven Kompis, 1969. Maria Adlercreutz använde mediebilder som förlagor under den här perioden, med dubbelexponeringar i svart-vita färgställningar och bildsekvenser som återkommande format. Bildväven Fyra bilder av tredje världen, 1970, är en bildserie om förtryck och frihetskamp – från order och aktion till konsekvens och motstånd.
Få textila konstverk har haft ett sådant genomslag som väven I hennes ögon bevaras folkets ljus, 1972. Väven visades på Galleri Heland i Kungsträdgården, Stockholm, 1972 och köptes direkt in till Nationalmuseum. Den blev en ikon för 1970-talets tidsanda, särskilt motståndet mot USA:s krig i Vietnam. Till vänster finns ett porträtt av textilarbeterskan Lê Thị Riêng som var ledare för gerillarörelsen FNL, Sydvietnams nationella befrielsefront, och blev fängslad och dödad av amerikanska soldater. Till höger finns en scen med kvinnor och barn under en massaker i den vietnamesiska byn Sơn Mỹ.
Inspiration till de vävda bilderna hämtade Maria Adlercreutz från olika håll i sin omgivning. Politiska samtal om situationen i samhället med orättvisor, förtryck, krig och exploatering av jordens resurser var en stark influens. Pressfotografier från tidningar och tidskrifter användes ofta som förlagor. Vävens korsade fibrer kan påminna om tidningsbildens rastrerade punkter. Samtidigt förefaller det finnas en önskan om att genom hantverket återge värdighet till de avbildade, vars lidande blivit en liten del av en oändlig ström av nyheter. Det blev fler vävar med motiv från Vietnam såsom Sydvietnamesisk flyktingpojke, 1973, Nordvietnamesisk flicka, 1974, Syskonen, 1974, Fången, 1979, och På denna mark, 1979.
Samtida poesi, teaterföreställningar, klassisk musik och folksånger, konsthistoria och samtidskonst gav också kreativa impulser. Theodorakissviten, 1978, är en serie om fem vävar som vid första anblicken ser ut som nära studier av snäckskal och drivved. Vävarna är inspirerade av den grekiske folk- och protestsångaren Mikis Theodorakis, som fängslades av den grekiska militärjuntan på 1970-talet. Varje väv är kopplad till en sång och sviten rör sig från mörker till ljus.
Maria Adlercreutz såg skogen, bergen, stränderna och ängarna som platser där seendet kunde övas och där det var möjligt att lära sig av naturens visuella rikedom. Hon färgade sina garner själv och samlade in sitt eget färgmateral från växtriket. Hon såg likheter mellan naturens inneboende förmåga att skapa oförutsägbara former och konstnärens arbete med att i textil gestalta ett koncentrat av naturen. Naturstudierna från 1970-talet och framåt gestaltar fibrer, ytor och lager i snäckskal, bark, ådrat trä, stenar och lav som ett mikrokosmos där det minsta egentligen är det allra största. Stenstudie från Abisko, 1976, är ett experimentellt arbete med snören, garn och barkremsor från skogen.
Maria Adlercreutz verk visades flitigt på gallerier och utställningar under 1970-talet, och utgjorde ofta en del av utsmyckningen i offentliga rum, på bibliotek, ambassader och andra institutioner. Hon var angelägen om att konsten skulle möta publiken och stimulera till vidare samtal. Riksutställningar arrangerade vandringsutställningen Vävda bilder med verken Pilen – en riktning, 1967, Gränsen, 1967, Brunnen, 1967, Ett annat ansikte, 1968, och Kompis, 1969, med tillhörande materialprover och studiematerial. Utställningen pågick 1972–1978. I handledningen till utställningen formulerade Maria Adlercreutz sina drivkrafter: ”Jag väver för att överleva. För att söka befria mig från starka inre tryck. För att öppet redovisa min ångest – och därmed kanske komma tillrätta med den. För att minnas bättre, somliga bilder får man inte glömma, vare sig de outhärdligt omänskliga eller de varma, livgivande!”

### Senare verksamhet
Den intensiva aktivitet som präglade Maria Adlercreutz konstnärliga arbete dämpades under början av 1980-talet. Hennes dåvarande livspartner Harald Langkjaer dog i cancer, vilket påverkade hennes livssituation. Hon började arbeta som kontorist på Almqvist & Wiksell Förlag och producerade endast ett mindre antal bildvävar under denna period. Upplevelser och känslor ur det egna livet blev nu till teman i konsten. Vårt rede är våra vingar, 1986, och Brevet, 1988, kan båda tolkas som en önskan att behålla bilden av en älskad livskamrat och som sorg över att minnena sakta vittrar bort. Till minne av en stor glädje, 1982–1983, är gjord i samma stil med känsliga nyanser i vitt och grått, nästan enfärgat. Dessa vävar påminner om det flyktiga i en tunn skiss i blyerts, ett urblekt fotografi eller ett upplöst pappersark.
Solidariteten med folk i olika världsdelar gav Maria Adlercreutz ständigt nya motiv. Demonstrationerna mot militärjuntan i Chile under 1970-talet blev utgångspunkt för det uttrycksfulla ansiktet i väven Ropet (Chile 1973), 2000–2002. Den sydafrikanska motståndsrörelsen tillägnades väven To ANC, 1984, med abstrakt mönster i organisationens färger, gult, grönt och svart. Ögat i mitten tycks gestalta en okuvlig mänsklig styrka.
Situationen i Sydafrika behandlas även i verket Det vita mörkret, med en militärpolis med draget vapen intill ett porträtt av en flyktingpojke. Väven som går i vita och grå toner påbörjades 1989 men var oavslutad då den klipptes ned från vävstolen efter Maria Adlercreutz död. Den fullbordades av Handarbetets Vänner.
Hanna Keller, textilarbeterska på Tuppens fabriker i Norrköping 1920, 1994, är ett verk om kvinnors arbete, skapat utifrån ett fotografi från det tidiga 1900-talets textilindustri som Maria Adlercreutz funnit i Norrköpings stadsarkiv. Väven kom till på uppdrag av Arbetets museum och hela arbetsprocessen dokumenterades noggrant. Arbetet gav henne en kreativ nytändning som stärktes av ny uppmärksamhet från den konstfeministiska rörelsen och med utställningar där hennes verk inkluderades.

### Sista tid och död
Det sista avslutade verket, Skogsanden, 2013, visar på kopplingar mellan naturens rytmer, samhällets förändringar och de sociala rörelserna. Väven flammar med vitt ljus i en korsformad gestalt som svävar fritt i en sfär av indigoblå nyanser och är utförd för att kunna ses likvärdigt från båda sidor. Idén till verket formades under en vistelse i Norrland hos författaren och vännen Sara Lidman och med impulser från en gripande teaterföreställning om Tjernobylkatastrofen. Väven är testamenterad till Museum Anna Nordlander i Skellefteå.
Maria Adlercreutz avled 2014. Hon ligger begravd på Norra begravningsplatsen i Solna.

## Eftermäle
Maria Adlercreutz ses som en förgrundsgestalt i svensk textilkonst när det kom till att överföra fotografiet till bildvävnad. De första bildvävnader med denna teknik som Adlercreutz gjorde är Fyra bilder om tredje världen (1968–1971) som tillkom efter en resa till Kuba. Väven I hennes ögon bevaras folkets ljus (1972) har beskrivits som ett av de viktigaste verken från sin tid i Sverige som belyser Vietnamkrigets fasor. Väven är tillverkad i gobelängteknik och mäter 86x190 cm. Verkets titel ska vara inspirerat av Ingemar Leckius dikt "Under järnhimlen". Motivet utgår från fotografier av Vietnamkriget och är uppbyggd i två bilder eller scener. Ett annat känt verk är Theodorakissviten från 1977–1978.
Maria Adlercreutz finns representerad på Nationalmuseum, Moderna museet i Stockholm, Röhsska museet, Göteborgs konstmuseum,, Skissernas museum, Norrköpings konstmuseum, Museum Anna Nordlander i Skellefteå och Det nya museet i Sundbyberg.

## Utställningar

### Separatutställningar
- Med färg och rörelse, Textilier för ett kyrkorum, Handarbetets Vänner 1965
- Maria Adlercreutz, Galleri Heland, januari 1972 (med utställningskatalog)
- Vävda bilder, två vandringsutställningar, Riksutställningar mellan 1972 och 1983
- Hanna Keller, textilarbetare, Arbetets museum Norrköping 1993
- Akvareller från Haverdal 13.9 – 12.11 2006
- Maria Adlercreutz. Med världen i väven. Thielska Galleriet, 8/10 2016 – 5/2 2017

### Samlingsutställningar
- Överleva – LEVA. Göteborgs konsthall i Göteborg, 6–30 september 1973
- Fri textil, Lunds konsthall, juli 1973
- Svensk konst, Gävle museum 1973
- Verkligheten sätter spår, Röhsska konstslöjdmuseet i Göteborg 1977
- Arbeta för fred, Kulturhuset i Stockholm, februari 1982
- Fredens väv. Textila bilder om fred och ofred i vår tid, vandringsutställning med Frikyrkliga studieförbundet 1983
- Textilt, Skånska textilmuseet/Pictura Lund 1984
- Ting äger rum, Liljevalchs konsthall 6.5–28.8 1988
- Hjärtat sitter till vänster, Göteborgs konstmuseum, Konstens hus i Luleå, Uppsala konstmuseum, Södertälje konsthall 1998 – 99
- Tre dimensioner, Textilmuseet i Borås, Rydals museum, Kaunas och Riga genom Svenska Institutet 1998–1999
- Konstfeminism, turnerade mellan Dunkers kulturhus i Helsingborg, Liljevalchs konsthall,  77Hälsinglands museum och Göteborgs konstmuseum 2005-2007
- Reflex, Handarbetets vänners galleri 2003
- Textilsommar, Virserums konsthall 2003
- Textilkonst för själen, Historiska museet i Stockholm 2004
- 6808, Färgfabriken 2008
- Maria Adlercreutz och Bertil Kumlien, Norrtälje konsthall, 29.9 – 4.11 2009
- Tumult, Gustavsbergs konsthall 10.10 2009 – 10.1 2010
- Ett häftstift i skon, Saltskog Gård, Södertälje, 2.2 – 9.3 2013
- Globala veckan, Missionskyrkan i Uppsala 2013

### Samlingsutställningar utanför Sverige
- Møde med nye textiler – 17 unge svenske och danske experimenter, Köpenhamn 1968
- Festspelen i Reykjavik 1974
- Swedish Textile Art – Five Temperaments, Canada och Mexico genom Svenska Institutet 1976–1977
- Swedish Textile Art, Galleri DAP, Warssawa 1988
- Tredje internationella textiltriennalen i Tournai 1997